# Boy (film, 2010)
A Boy (eredeti cím: Boy) 2010-ben bemutatott új-zélandi vígjáték. Írója és rendezője Taika Waititi, aki az egyik főszerepet is játssza.
Nemzetközi bemutatója 2010. december 31-én volt. Új-Zélandon a film megdöntötte az első heti bevételek listáját, és a legnagyobb bevétellel rendelkező új-zélandi film lett.

## Cselekmény
1984-ben Michael Jackson a király Waihau Bay-ben, Új-Zélandon, legalábbis egyik rajongója, „Boy” számára, aki egy 11 éves új-zélandi fiú, aki egy tanyán él nagyanyjával, testvérével, Rocky-val (aki azt hiszi, hogy különleges képességei vannak), számos kisebb gyerekkel és egy kecskével.
Nem sokkal azután, hogy nagyanyjuk egy temetés miatt egy hétre elutazik, megérkezik Boy apja, Alamein, két haverja társaságában.
Boy számára apja Michael Jackson megszemélyesítőjeként jelenik meg, a valóság azonban nem igazolja ezt. Azért jött, hogy egy évekkel korábbi bűncselekménye után elrejtett pénzt kiássa.
Alamein nagy rajongója Michael Jacksonnak és E.T.-nek is.
A pénzt Boy találja meg egy műanyagzacskóban, de nem adja rögtön oda apjának. Egy ócska teherautó ülése alá rejti a csomagot, azonban a kecske összerágja a pénzt, ami így értéktelenné válik.
Boy rendszeresen marihuanát visz apjának, amit egy kukoricásban talál.
Anyjuk Rocky születésekor halt meg, akinek emiatt lelkiismeretfurdalása van, és azt gondolja, hogy ez is a különleges képességei miatt történt. Rocky látomásait saját rajzai jelenítik meg.
Boynak tetszik egy idősebb lány, Chardonnay, aki azonban nem veszi őt komolyan.

## Szereplők
- James Rolleston – Boy
- Te Aho Aho Eketone-Whitu – Rocky
- Taika Waititi – Alamein, az apa
- Moerangi Tihore – Dynasty
- Cherilee Martin – Kelly
- RickyLee Waipuka-Russell – Chardonnay, Boy imádottja
- Haze Reweti – Dallas
- Maakariini Butler – Murray
- Rajvinder Eria – Tane
- Manihera Rangiuaia – Kingi
- Darcy Ray Flavell-Hudson – Holden
- Rachel House – Gracey nagynéni
- Waihoroi Shortland – Lökött
- Cohen Holloway – Chuppa
- Pana Hema Taylor – Juju
- Mavis Paenga – nagyi

## A film készítése
Waititi a filmmel való foglalkozást nem sokkal korábbi filmje, a Two Cars, One Night után kezdte el. A film címe eredetileg Choice volt (a.m. választás), mivel ez a 80-as években Új-Zélandon szleng szó volt, a „klassz, frankó, király”, stb. akkori megfelelője. A szövegkönyvet elfogadták a 2005-ös Sundance Writer's Lab alatt, ahol Waititi közösen dolgozott Frank Pierson, Susan Shilliday, David Benioff és Naomi Foner Gyllenhaal forgatókönyv-írókkal.
Azonban a Boy elkészítése helyett Waititi az Eagle vs Shark című filmet készítette el, majd folytatta a forgatókönyv írását a következő három évben. Amikor a forgatókönyv elkészült, lehetőség adódott a film megvalósítására.
Waititi ejtette a Choice címet, mert úgy gondolta, hogy ezt nehéz lenne a nemzetközi közönség számára lefordítani, és helyette a The Volcano (a.m. A vulkán) címet választotta.
Waititi ott kívánta leforgatni a filmet, ahol felnőtt, Waihau Bay közelében. A filmet teljes egészében itt forgatták. A történet nyáron játszódik, azonban akkor lehetetlen lett volna forgatni, mivel a hely népszerű a horgászok és nyaralók körében. A filmben fontos szerepet játszik egy kukoricás és a kukorica áprilisban érik.
James Rolleston nem volt a főszerepre kiválasztva. Az egyik kosztümpróbán tűnt fel, ahol statiszta szerepre jelentkezett.

## Megjelenés
A Boy című filmet a Sundance Filmfesztiválon mutatták be 2010. január 22-én. A "World Cinema – Dramatic" kategóriában versenyzett.

## Fogadtatás

### Kritikai értékelések
Peter Calder a The New Zealand Herald-tól 5 csillagot adott a filmnek a lehetséges 5-ből, és dicsérte a filmet a három főszereplő játéka miatt, és azt mondta róla: „Nehéz túlértékelni a filmet a tökéletessége miatt”.
A film a Rotten Tomatoes 15 kritikusa értékelése szerint 100%-ot kapott.

### Bevételek
Új-Zélandon a film csúcsokat döntött a heti bevételek tekintetében, és a bemutató napján, bármely korábbi új-zélandi filmmel összehasonlítva.
Összbevétele 900 000 dollár volt az első héten, ezzel megelőzte az Alíz Csodaországban-t és a hazai Whale Rider és A leggyorsabb Indian című filmeket is.
Bevételeivel megelőzött olyan nemzetközi sikerfilmeket is, mint a Hogyan neveld a sárkányodat és a Titánok harca. A Boy a minden idők legmagasabb bevételét hozó új-zélandi film lett, letaszítva az első helyről A leggyorsabb Indian című filmet, mely öt éven át volt csúcstartó.

## Fordítás
Ez a szócikk részben vagy egészben  a   Boy (2010 film) című angol Wikipédia-szócikk fordításán alapul.  Az eredeti cikk szerkesztőit annak laptörténete sorolja fel. Ez a jelzés csupán a megfogalmazás eredetét és a szerzői jogokat jelzi, nem szolgál a cikkben szereplő információk forrásmegjelöléseként.